# 8270 Winslow
A 8270 Winslow (ideiglenes jelöléssel 1989 JF) a Naprendszer kisbolygóövében található aszteroida. Eleanor F. Helin fedezte fel 1989. május 2-án.